# Gołąbek komorowaty

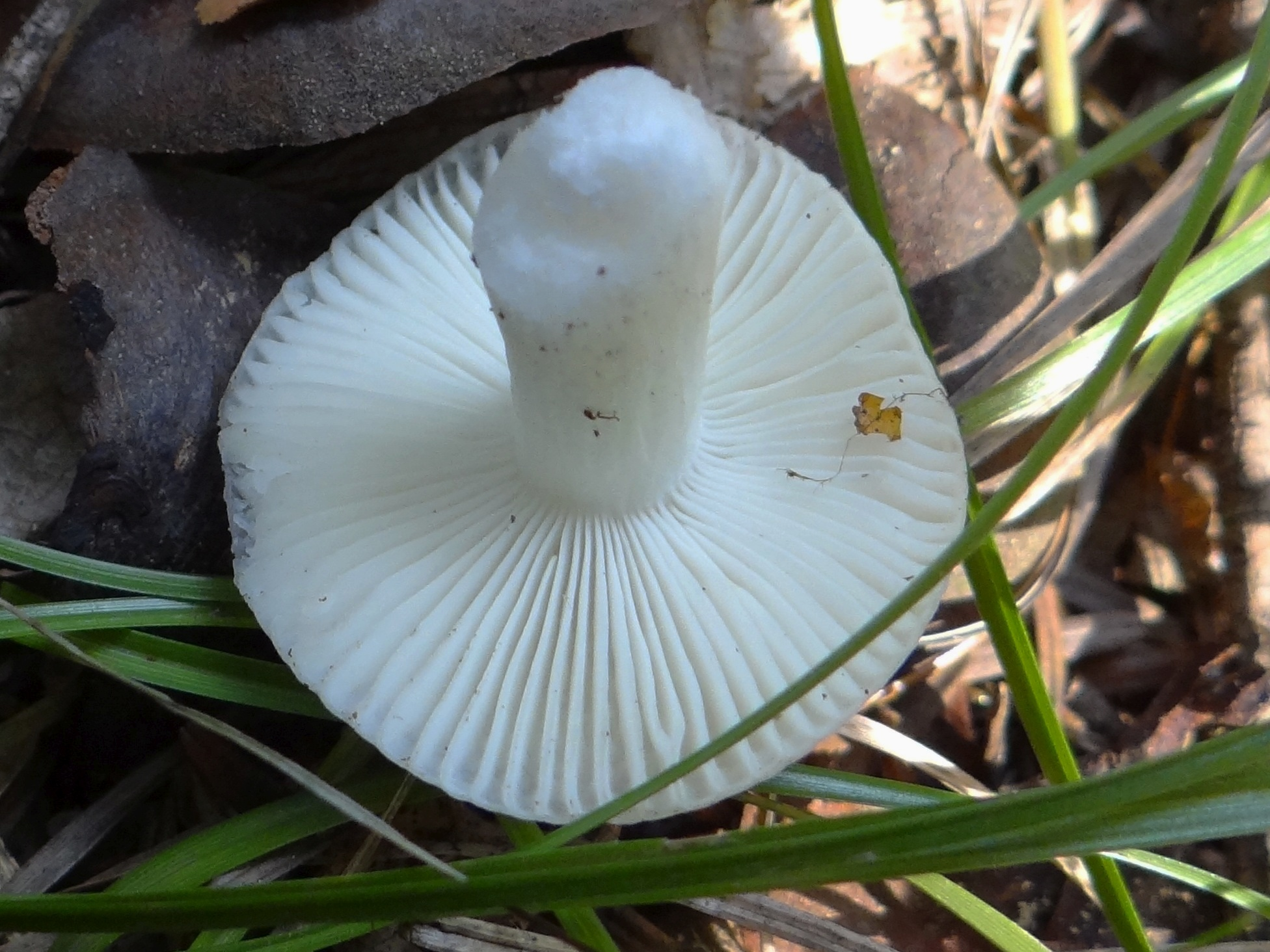

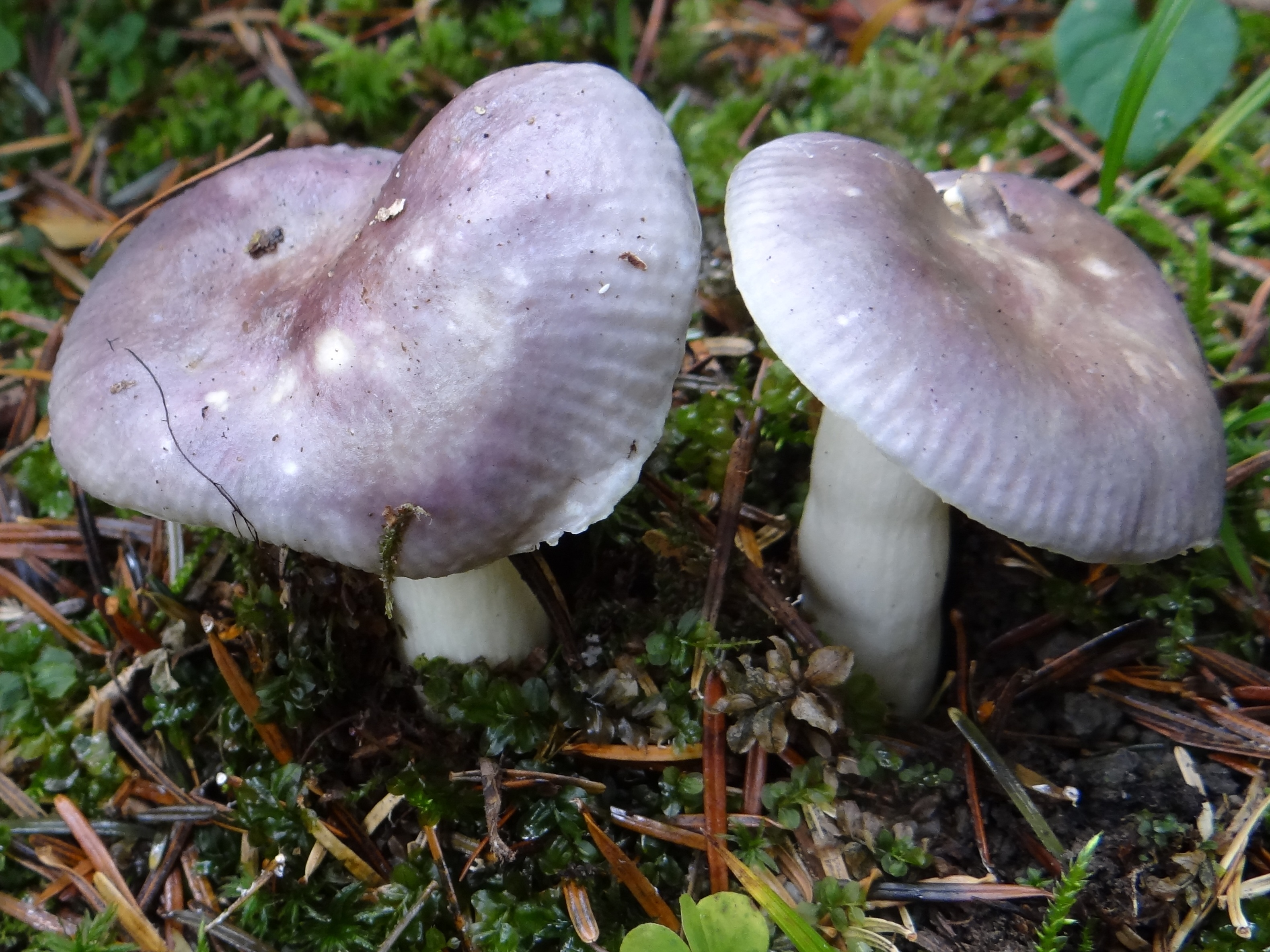

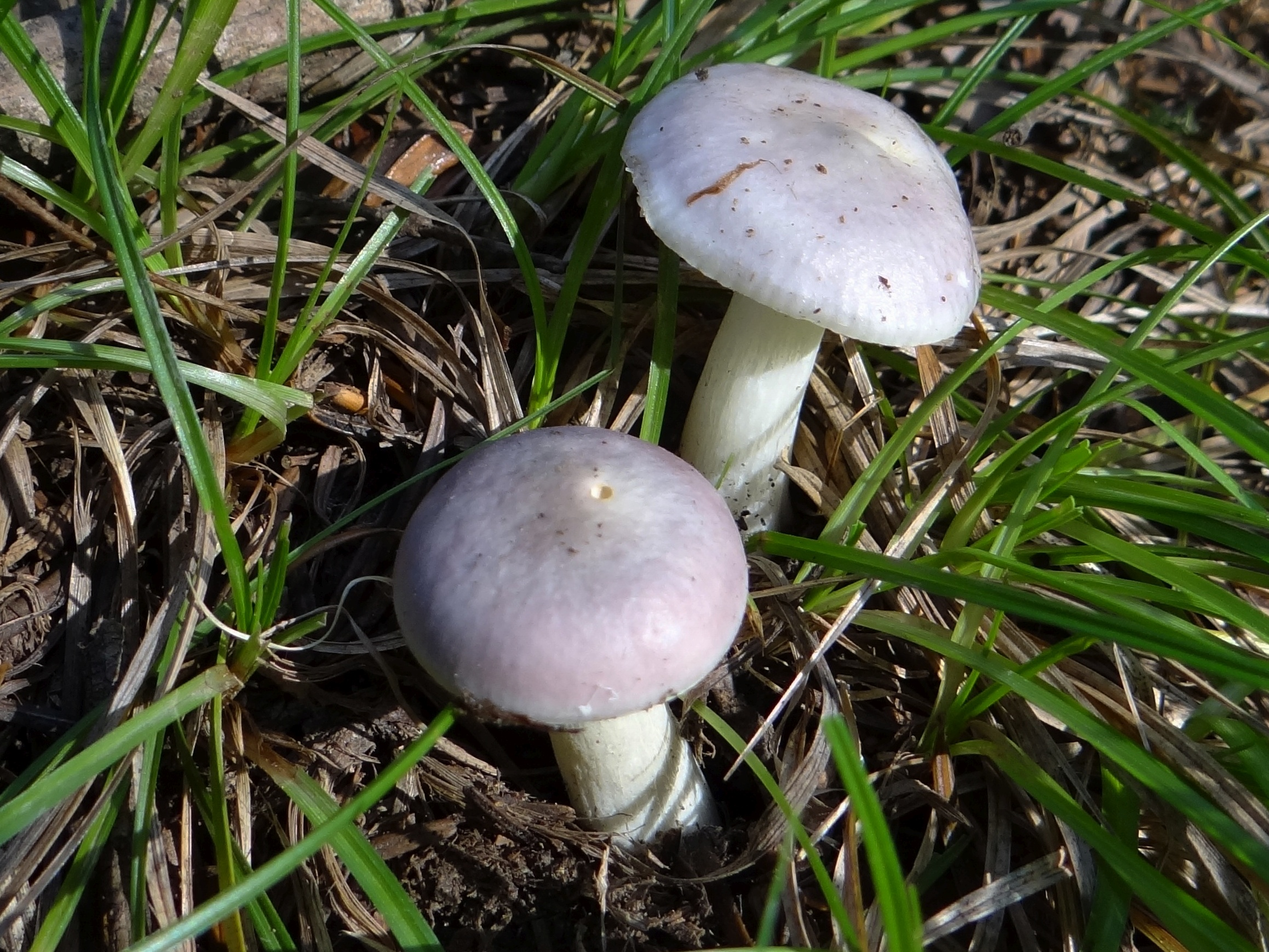

Gołąbek komorowaty (Russula cavipes Britzelm.) – gatunek grzyba z rodziny gołąbkowatych (Russulaceae).

## Systematyka i nazewnictwo
Pozycja w klasyfikacji według Index Fungorum: Russula, Russulaceae, Russulales, Incertae sedis, Agaricomycetes, Agaricomycotina, Basidiomycota, Fungi.
Polską nazwę podała Alina Skirgiełło w 1991 r.
Po raz pierwszy opisał go w 1893 r. Max Britzelmayr i nadana przez niego nazwa naukowa jest aktualna. Synonimy naukowe:
- Russula cavipes var. abietina Bon 1987
- Russula cavipes Britzelm. 1893 var. cavipes

## Morfologia
Kapelusz
Średnica 2,5–9 cm, początkowo wypukły, potem rozpostarty, czasami z małym garbkiem. Brzeg cienki, dość tępy, gładki lub karbowany. Skórka bardzo cienka i gładka. Podczas wilgotnej pogody lepka, podczas suchej błyszcząca. Daje się z kapelusza ściągnąć całkowicie. Ma kolor liliowy, różowoliliowy lub błękitnoliliowy, na środku brązowooliwkowy z purpurowobrązowymi, żółtawymi lub szarozielonkawymi plamami. Na ogół jest to gołąbek o drobnym kapeluszu (do 6 cm średnicy) i zmiennym ubarwieniu – spotyka się także formy całkowicie fioletowe.
Blaszki
U młodych okazów gęste, potem rzadkie. Przy brzegu kapelusza ostre, przy trzonie czasami (rzadko) rozwidlone. Początkowo białe, później kredowobiaławe. Często występują na nich głębokie zmarszczki.
Trzon
Wysokość do 7 cm, grubość do 2,5 cm. Kształt odwrotnie maczugowaty lub wrzecionowaty. Powierzchnia gładka i biała, przy podstawie żółtawa. Tylko u młodych owocników jest pełny, szybko staje się watowaty, a nawet komorowaty.
Miąższ
Łamliwy. Jest całkowicie biały, nawet pod skórką, ale wykazuje tendencję do żółknięcia. Wydziela charakterystyczny zapach, smak ma ostry.
Cechy mikroskopowe
Wysyp zarodników biały. Zarodniki szeroko elipsoidalne o rozmiarach 8,5-10,5 × 7,2–8,3 μm. Powierzchnia siateczkowato-brodawkowata. Łączniki siateczki delikatne, brodawki tępe lub ostre, łysinka wyraźna. Podstawki o rozmiarach 55-63 × 10–11 μm. Cystydy mają rozmiar 110-15- × 10–15 μm i ostry kończyk. W kapeluszu znajdują się liczne przewody mleczne.
Gatunki podobne
Charakterystycznymi cechami gołąbka komorowatego są: występowanie pod drzewami iglastymi, niewielki rozmiar, błękitnoliliowy zazwyczaj kapelusz, zawsze biały, watowaty lub komorowaty trzon i biały wysyp zarodników. Pod działaniem amoniaku natychmiast zmienia barwę na różową (zwłaszcza blaszki). Najbardziej podobny jest gołąbek fioletowy (Russula violacea). Podobne mogą być także niektóre formy gołąbka kruchego (Russula fragilis).

## Występowanie i siedlisko
Opisano występowanie tego gatunku głównie w Europie, poza nią podano jego stanowiska tylko w prowincji Kolumbia Brytyjska w Kanadzie. W Polsce jego rozprzestrzenienie i częstość występowania są nieznane. W polskim piśmiennictwie mykologicznym do 2003 r. opisano tylko jedno jego stanowisko (koło Leżajska). Alina Skirgiełło podaje jednak, że w górach jest częsty. W Niemczech jest na czerwonej liście gatunków zagrożonych wyginięciem.
Grzyb naziemny. Rośnie w lasach świerkowych, zazwyczaj w bardzo wilgotnych miejscach, nawet na torfowiskach. Występuje głównie w górach, pod świerkami i jodłami.

## Znaczenie
Grzyb mykoryzowy. Jest trujący. Po jego zjedzeniu występują dolegliwości gastryczne.